# MAGEF1
MAGEF1 (англ. MAGE family member F1) – білок, який кодується однойменним геном, розташованим у людей на 3-й хромосомі. Довжина поліпептидного ланцюга білка становить 307 амінокислот, а молекулярна маса — 35 222.
| 10         |  | 20         |  | 30         |  | 40         |  | 50         |
| ---------- |  | ---------- |  | ---------- |  | ---------- |  | ---------- |
| MLQTPESRGL |  | PVPQAEGEKD |  | GGHDGETRAP |  | TASQERPKEE |  | LGAGREEGAA |
| EPALTRKGAR |  | ALAAKALARR |  | RAYRRLNRTV |  | AELVQFLLVK |  | DKKKSPITRS |
| EMVKYVIGDL |  | KILFPDIIAR |  | AAEHLRYVFG |  | FELKQFDRKH |  | HTYILINKLK |
| PLEEEEEEDL |  | GGDGPRLGLL |  | MMILGLIYMR |  | GNSAREAQVW |  | EMLRRLGVQP |
| SKYHFLFGYP |  | KRLIMEDFVQ |  | QRYLSYRRVP |  | HTNPPEYEFS |  | WGPRSNLEIS |
| KMEVLGFVAK |  | LHKKEPQHWP |  | VQYREALADE |  | ADRARAKARA |  | EASMRARASA |
| RAGIHLW    |  |            |  |            |  |            |  |            |

A: Аланін

D: Аспарагінова кислота

E: Глутамінова кислота

F: Фенілаланін

G: Гліцин

H: Гістидин

I: Ізолейцин

K: Лізин

L: Лейцин

M: Метіонін

N: Аспарагін

P: Пролін

Q: Глутамін

R: Аргінін

S: Серин

T: Треонін

V: Валін

W: Триптофан

Кодований геном білок за функцією належить до пухлинних антигенів. 
Задіяний у такому біологічному процесі, як убіквітинування білків. 